# Allan Wood (nadador)
Allan Frederick Wood (Wollongong, Nueva Gales del Sur, Australia, 16 de mayo de 1943-Tugun, Queensland, 11 de octubre de 2022) fue un nadador australiano de estilo libre, ganador de dos medallas de bronce en los Juegos Olímpicos de Tokio 1964.

## Trayectoria
Hizo su debut olímpico en Roma 1960, participando en los heats del relevo 4 × 200 metros estilo libre. El equipo, formado por John Devitt, John Konrad, David Dickson y Murray Rose, obtuvo en bronce en la final, aunque Wood no recibió la medalla, puesto que los nadadores de las previas no tuvieron el reconocimiento de la presea hasta los juegos de 1984.
En los Juegos de la Commonwealth de Perth 1962 se vio superado por sus compatriotas: obtuvo una medalla de plata en 440 yardas estilo libre, por detrás de Rose, y una medalla de bronce en 1650 yardas estilo libre, por detrás del propio Rose y de Bob Windle. Con ellos dos, junto con Anthony Strahan, Wood formó el equipo de relevos que ganó el oro en 4 × 220 yardas estilo libre, con un tiempo récord.
Tuvo su mejor actuación en Tokio 1964, con dos medallas olímpicas. Consiguió el bronce en la prueba de 400 metros estilo libre con el mejor registro de su carrera: 4 minutos y 15.1 segundos. Sumó un segundo bronce en los 1500 metros estilo libre, con un crono de 17 minutos y 7.7 segundos, en una carrera ganada por su compatriota, Bob Windle, que estableció un nuevo récord olímpico. Y se quedó a las puertas de un tercer bronce, al finalizar en cuarta posición con el equipo de relevos 4 × 200 metros libre.
Se retiró tras los Juegos de Tokio y se convirtió en entrenador de natación.